# Britta Holmberg
Britta Holmberg (21 de diciembre de 1921 – 3 de junio de 2004) fue una actriz de nacionalidad sueca.

## Biografía
Su nombre completo era Britta Alice Holmberg, y nació en la Parroquia de Fors, en Södermanland (Suecia). Holmberg cursó estudios en los años 1940 en la escuela de teatro de Willy Koblanck, actuando después en diferentes teatros de Estocolmo. En los años 1980 estuvo contratada por el Teatro Dramaten de Estocolmo.
En 1944 se casó con Stig Olin, con el cual tuvo tres hijos: el cantante Mats Olin (nacido en 1947), Per (1950–1960), y la actriz Lena Olin (nacida en 1955). La pareja se divorció en 1980. Grabó varios discos junto a su marido en la década de 1950.
Britta Holmberg falleció en Falsterbo, Suecia, en el año 2004.

## Filmografía
- 1942 : Tre glada tokar
- 1942 : På skilda vägar mot samma mål
- 1942 : Jacobs stege
- 1943 : Brödernas kvinna
- 1943 : Ett lyckat bak
- 1943 : Något stort sker
- 1943 : Ungt blod
- 1944 : Räkna de lyckliga stunderna blott
- 1945 : Tre söner gick till flyget
- 1946 : Kvinnor i väntrum
- 1947 : Nattvaktens hustru
- 1948 : Dit vindarna bär
- 1948 : En ljusare framtid!
- 1948 : Lappblod
- 1949 : Fängelse
- 1951 : Puck heter jag
- 1954 : Hjälpsamma herrn
- 1955 : Monsieur Robert
- 1958 : Greta och Albert
- 1963 : Tre dar i buren
- 1964 : Brefven från Stockholm
- 1964 : Svenska bilder
- 1965 : Åsa-Nisse slår till
- 1968 : Under ditt parasoll
- 1968 : Vindingevals
- 1972 : Anderssonskans Kalle
- 1973 : Anderssonskans Kalle i busform

## Teatro
- 1952 : Fullmåne, de Hasse Ekman, dirección de Hasse Ekman, Intiman

## Radioteatro
- 1967 : Buss på kontinenten, de Ove Magnusson, dirección de Olof Thunberg[3]